# Acmadenia
Genre
Classification phylogénétique
Acmadenia est un genre de plantes, surtout des arbres, de la famille des Rutaceae que l'on trouve surtout dans la Province du Cap en Afrique du Sud.

## Liste d'espèces
- Acmadenia alternifolia Cham.
- Acmadenia argillophila I.Williams
- Acmadenia baileyensis I.Williams
- Acmadenia bodkinii (Schltr.) Strid
- Acmadenia burchellii Dümmer
- Acmadenia candida I.Williams
- Acmadenia densifolia Sond.
- Acmadenia faucitincta I.Williams
- Acmadenia flaccida Eckl. & Zeyh.
- Acmadenia fruticosa I.Williams
- Acmadenia gracilis Dümmer
- Acmadenia heterophylla P.E.Glover
- Acmadenia kiwanensis I.Williams
- Acmadenia latifolia I.Williams
- Acmadenia laxa I.Williams
- Acmadenia macradenia (Sond.) Dümmer
- Acmadenia macropetala (P.E.Glover) Compton
- Acmadenia maculata I.Williams
- Acmadenia matroosbergensis E.Phillips
- Acmadenia mundiana Eckl. & Zeyh.
- Acmadenia nivea I.Williams
- Acmadenia nivenii Sond.
- Acmadenia obtusata (Thunb.) Bartl. & H.L.Wendl.
- Acmadenia patentifolia I.Williams
- Acmadenia rourkeana I.Williams
- Acmadenia rupicola I.Williams
- Acmadenia sheilae I.Williams
- Acmadenia tenax I.Williams
- Acmadenia teretifolia (Link) E.Phillips
- Acmadenia tetracarpellata I.Williams
- Acmadenia tetragona (L.f.) Bartl. & H.L.Wendl.
- Acmadenia trigona (Eckl. & Zeyh.) Druce
- Acmadenia wittebergensis (Compton) I.Williams